# Castillo de Cunit
El Castillo de Cunit es un edificio de Cunit, declarado bien cultural de interés nacional.

## Descripción
En la actualidad (2021) forma parte de una residencia moderna hecha sobre los muros antiguos, totalmente desfigurada, conocida como «el Castillo».
El castillo está situado en la parte derecha de la Avenida de la Fuente. Está rodeado por una serie de terrenos dedicados a la agricultura. El edificio está formado por la vivienda de los dueños (el castillo) y el de los masoveros (construcciones modernas). El castillo tiene tres plantas: los bajos tienen una portada de arco de medio punto y una ventana rectangular con reja en cada banda. El piso noble presenta un balcón central con una larga base y barandilla de hierro forjado, a cada lado hay una ventana rectangular. Las cubiertas son de dos vertientes. Destaca una torre colocada en el lado derecho, de cubiertas de cuatro vertientes y cuatro pisos de altura. Las tres plantas inferiores tienen ventanas rectangulares. El piso superior consta de tres ventanas de arco de medio punto, la del medio es mayor.

## Historia
El primer documento es del 1031. Entre el 1131 hasta 1162 Ramon Berenguer IV lo donó a Dalmau de Cunit. En todo el XII, cuando se cree que se construyó el castillo, fue del noble Dalmau, primer señor del castillo. En el siglo XIII la cuadra de Cunit formó parte del término y jurisdicción del Castillo de Cubellas. Berenguer de Cunit poseía cuadros de Cunit y Segur en el 1359. A finales del siglo XIV fue cedido junto con los otros feudos del Castillo de Cubellas a Bernat de Fortià. En el 1461 era señor de Cunit Andreu Bisbal, encargado de la defensa del castillo y murallas de Lérida durante la guerra contra Juan II. Después fue propiedad de Miquel Ferrer (1530) y de Miquel Mollet (1565).
A principios del siglo XX el castillo era muy dañado. Fue adquirido por Joan Braques y Roger (varón de Cunit), el cual restauró el edificio y lo convirtió en casa de campo. De esta manera y con algunas restauraciones posteriores, el castillo perdió todo tipo de castillo. Posteriormente, y desde la Segunda Guerra Mundial fue propiedad de una familia alemana.